# Tournoi de tennis de Nankin
Le tournoi de Nankin ou de Nanjing (南京 ) est un tournoi de tennis féminin classé en catégorie WTA 125 se disputant à Nankin (Chine) sur dur à l'automne.
Une seule édition a eu lieu en 2013 où la Chinoise Zhang Shuai s'est imposée.

## Palmarès

### Simple
| No | Date       | Nom et lieu du tournoi      | Catégorie | Dotation  | Surface    | Vainqueure  | Finaliste    | Score         |         |
| -- | ---------- | --------------------------- | --------- | --------- | ---------- | ----------- | ------------ | ------------- | ------- |
| 1  | 28-10-2013 | Nanjing Ladies Open, Nankin | WTA 125   | 125 000 $ | Dur (ext.) | Zhang Shuai | Ayumi Morita | 6-4, 0-0, ab. | Tableau |

### Double
| No | Date       | Nom et lieu du tournoi     | Catégorie | Dotation  | Surface    | Vainqueures         | Finalistes                     | Score    |         |
| -- | ---------- | -------------------------- | --------- | --------- | ---------- | ------------------- | ------------------------------ | -------- | ------- |
| 1  | 28-10-2013 | Nanjing Ladies Open Nankin | WTA 125   | 125 000 $ | Dur (ext.) | Misaki Doi Xu Yifan | Yaroslava Shvedova Zhang Shuai | 6-1, 6-4 | Tableau |